# WARP

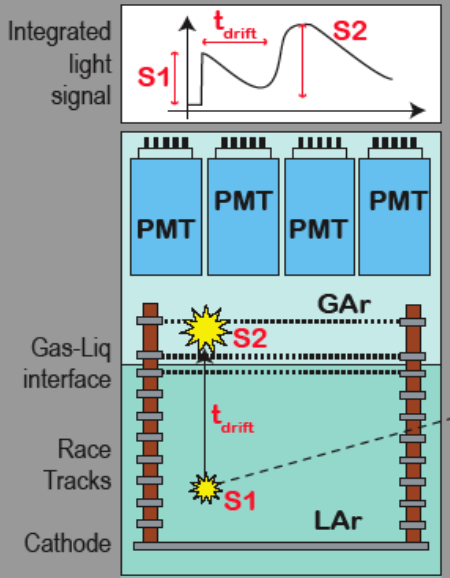
WARP 2.3 Принцип Роботи

WARP (WIMP аргонна програма) — експеримент спрямований на виявлення пружного розсіяння WIMP взаємодій, що відбуваються в мішені рідкого аргону. Одночасне оперативне виявлення сцинтиляційний світла в рідкому аргоні і загасаючих сигналів, що є електронами іонізації газової фази що, забезпечуює чисту ідентифікацію подій в діапазоні від 10 до 100 кеВ.

## Базова інформація
Експеримент WARP спрямований на відкриття WIMP через одночасне виявлення сцинтиляційного світла і електронів іонізації, виробленого WIMP, взаємодіючих в обсязі 100 літрів рідкого аргону. Через невеликий енергетичний поріг (близько 19 еВ) рідкий аргон був відомий довгий час як відмінний сцинтилятор (Ar2 іонізується в типовій довжині хвилі 128 нм). Для збору електронів, що утворились при взаємодії, до газу прикладають поле силою 1КеВ/см. Електрони потім екстрагуються і переходять з газової фази в область де вони лінійно помножуються, за допомогою відповідних сіток з напругою. Цей сигнал зміщений відносно взаємодії, на час який потрібно електронам, щоб пройти рідку фазу аргону. У верхній частині 2 фотопомножувачі використовуються для запису як первинного сцинтиляційного світла (первинний сигнал) і підсиленого світла (вторинний сигнал). Загальне охоплення ФЕУ становить близько 10 % від загальної поверхні; довжина Стосового зсуву, в основному полімерного сцинтилятора — (випромінювання навколо 438 нм), передбачено, як на ФЕУ і внутрішніх стінках детектора для того, щоб зсунути довжину хвилі сцинтиляційного світла Ar в область чутливості ФЕУ. Причина того, щоб спостерігати спалахи світла(S1) і сигнал іонізації (S2) одночасно, в тому що, вимірювання проводиться в WIMP розсіюванням за участі ядер аргону, тоді співставлення S2 / S1 охарактеризує ядерне розсіювання відносно тла індукованого гамма-променів і електронів.

## 2.3 літровий прототип
Невеликий прототип детектора WARP був побудований і управляється в підземній Національній лабораторії Гран Сассо з лютого 2005 року. Детектор складається з активного об'єму 2,3 л (радіус 10 см з дрейфовою відстанню близько 7,5 см).